# 久保建英
久保 建英（くぼ たけふさ、2001年6月4日 - ）は、神奈川県川崎市麻生区出身のプロサッカー選手。ラ・リーガ・レアル・ソシエダ所属。ポジションはミッドフィールダー（右サイドハーフ、インサイドハーフ）。日本代表。
サッカー選手の久保瑛史は実弟。

## クラブ経歴

### プロ入り前
2004年、2歳の時よりサッカーを始める。
2009年8月、パンフレットに「MVPに選出された選手はバルセロナと試合が出来るチャンスが与えられる」との告知を見て参加したFCバルセロナキャンプ（2007年より日本国内で毎年開催）でMVPを獲得。2010年4月、FCバルセロナスクール選抜としてベルギーで開催されたソデクソ・ヨーロピアン・ルーサスカップに参加。チームは3位に終わったが、通常は優勝チームから選出される大会MVPに選ばれた。
小学校3年生時に川崎フロンターレの下部組織に入団。
2011年8月、FCバルセロナのカンテラ（ラ・マシア）入団テストに日本人で初めて合格。川崎フロンターレアカデミーから移籍をしスペインに渡る。10-11歳で構成されるアレビンCに入団した。2013‐14シーズンは地中海カップU-12トーナメントで大会得点王とMVPになり、またリーグ、カタルーニャ杯などのトーナメント制覇に貢献した。2014-15シーズンはインファンティルA（13-14歳で構成）に所属。しかしFCバルセロナがFIFAから18歳未満の外国人選手獲得・登録違反による制裁措置を受け、この影響により久保の公式戦出場停止処分が続いたため、ラ・マシアを退団。
2015年3月に日本へ帰国してFC東京の下部組織に入団した。2016年、中学3年ながらFC東京U-18に飛び級で昇格。日本クラブユースサッカー選手権では飛び級で出場し、大会史上初となる中学生ながら得点王（5得点）に輝いた。9月、FC東京のトップチームに2種登録される。同年11月5日に行われたJ3リーグ第28節・AC長野パルセイロ戦に後半開始から出場し、Jリーグ史上最年少記録を塗り替えた。2017年3月12日、J3開幕戦のカターレ富山戦では初の先発フル出場を果たした。4月15日、J3第5節のセレッソ大阪U-23戦では15歳10カ月11日でJリーグ最年少得点を決めた。5月3日、ルヴァンカップ第4節の北海道コンサドーレ札幌戦で後半21分から途中出場し、トップチームデビューを果たした。また、Jリーグの選手としては初の21世紀生まれである。

### FC東京
2017年11月1日、FC東京とプロ契約を結んだことが発表された。FC東京トップチームデビュー戦となった2017ルヴァンカップ第4節・札幌戦では84分に直接フリーキックの機会があり、久保が倒されて得たFKだったこともありボール地点に集まった髙萩洋次郎や阿部拓馬、東慶悟の3人から「蹴っていいよ」と言われたため、デビュー戦の久保がキッカーを務めたがボールはわずかに枠の外に外れた。11月5日、J3第30節のガンバ大阪U-23戦でプロ入り初得点を決めた。11月26日、J1第33節のサンフレッチェ広島戦で途中出場からJ1リーグデビューを果たした。16歳5か月22日でのJ1出場は森本貴幸、宮吉拓実に続いて歴代3位の年少記録となった。
2018年2月24日、J1開幕戦の浦和レッズ戦では途中出場し、3月7日にはルヴァンカップ第1節の横浜F・マリノス戦でプロ入り初先発。3月14日、ルヴァン杯第2節のアルビレックス新潟戦にてトップチーム初得点を含む大会最年少ゴールを決めた。3月25日、J3第4節のカターレ富山戦でも同季J3リーグ戦初得点を決めるなどJ3での結果は出ていたが、J1リーグ戦では監督の長谷川健太からさらに上のレベルで守備時の運動量を求められベンチ入りの機会が徐々に減少した。
2018 FIFAワールドカップに日本代表のトレーニングパートナーとなるU-19日本代表に選出され帯同。ロシアでのA代表メンバーとの練習やロシア現地で日本のグループリーグでの戦いを観戦 後は、自身の主戦場がJ3リーグとなっている現状に危機感を募らせ、FC東京首脳に「新しいチャレンジがしたい」と環境を変えることを直訴。FC東京は当初J2への育成型期限付き移籍を提案したが、久保がJ1でのプレーにこだわり、健太監督も慰留したが久保の移籍の意思が固く、横浜F・マリノスへの期限付き移籍を容認することとなった。健太監督は当時の久保に足りなかった部分を「オフ・ザ・ボール時の動きの量と質が足りていなかったが、この半年で落とし込めてシーズン後半の彼に期待していたので慰留したが変化を望む意志が固かった。新天地で力を発揮してもらいたい」「才能ある選手なので、日本全体でサポートしていくことが大事」と久保を送り出した。

#### 横浜F・マリノス（ローン）
2018年8月16日、横浜F・マリノスへの期限付き移籍が発表された。8月22日、天皇杯4回戦のベガルタ仙台戦で移籍後初先発し、初アシストを記録した。続く8月25日、第24節のヴィッセル神戸戦では56分に松原健から折り返しのパスを受けると、ワントラップから左足のハーフボレーでJ1リーグ初得点となるゴールをマークし、勝利に貢献した。この得点は森本貴幸に続くJ1歴代2位の最年少得点となった。久保はのちにF・マリノスでの4ヶ月間で得たものを「チームで求められるコンセプトを実践できないと試合に使われないのは当たり前であって、そのうえで自分の特徴を出して攻撃での貢献が必要だということを10代の早い時点で知ることができたのが大きな収穫だった」と語り、それまで「なぜ試合で使ってくれないのか」という外向きだった意識が「自分に足りないものは何か」とメンタル面で変化できたことを挙げている。

#### 復帰
2019年、FC東京に復帰。前年の期限付き移籍を経たことで、チーム始動キャンプから健太監督も驚く運動量と守備意識の向上を見せ、2月23日、開幕戦の川崎フロンターレ戦では、クラブ史上3番目の若さとなる17歳9か月19日でスタメンに抜擢された。試合は引き分けに終わったものの、久保の放った直接フリーキックがポストに直撃するなど、存在感を発揮した。3月10日、第3節のサガン鳥栖戦では初のフル出場を果たし、FWジャエルに決定的なパスを通す初アシストで勝利に貢献。5月12日、第11節のジュビロ磐田戦では後半39分に左足ボレーシュートを決め、FC東京の選手としてリーグ戦初得点を決めた。6月1日、第14節の大分トリニータ戦では2ゴールを挙げ自身プロ初の複数得点を決め勝利に貢献した。スペインへ完全移籍発表後の2019年6月29日に行われたFC東京の試合後に壮行セレモニーが行われた。当日の対戦相手が期限付き移籍先だった横浜F・マリノスだったため、両サポーターに感謝の言葉を述べた。

### レアル・マドリード
2019年6月14日、スペインのレアル・マドリードへの移籍が発表された。移籍発表時点では、FC東京はJ1リーグ首位であり、久保もレギュラーとしてチームに貢献していた中 での移籍だった。しかし、移籍発表翌日にFC東京の代表取締役社長である大金直樹のコメントで「18歳を迎える時にはもう一度（海外でプレーする）可能性を確かめるべく、クラブとの契約期間はその日までとなっておりました」と久保が18歳の誕生日を迎えた同年6月4日に契約が終了していた事を明かした。契約終了後にFC東京も契約延長のオファーを出し、久保も「FC東京の今シーズンのチーム状況、自身の成長の実感から、そのまま残留して優勝に貢献したい」という気持ちもあったものの、最終的にはレアル・マドリードへの移籍を決意した。
上記の経緯からレアル・マドリードには移籍金が発生しない自由移籍で加入したものと見られていたが、2021年9月21日になってスペインの「エル・コンフィデンシアル」がレアル・マドリードからFC東京に対して200万ユーロの移籍金が支払われたと報じている。
レアル・マドリード加入が発表された当初は、1年目はBチーム相当であるレアル・マドリード・カスティージャでプレーし、2年目にトップチームへの昇格あるいは別のトップレベルのクラブへの放出を約束したと報道されていた。7月9日、プレシーズンツアーの帯同メンバーに選出され、試合にも出場してトップチームで実践デビューを果たした。同月に行われたアウディカップにも出場し、31日に行われたフェネルバフチェ戦では、後半73分からの出場で短い出場時間だったものの、ルカ・モドリッチとの連携で相手DFを翻弄するなど、随所で好プレーを見せ、スペイン紙『マルカ』は評価ランキングで1位に選出している。また、カスティージャでのテストマッチでは7番を背負ってプレーした。

#### マジョルカ（ローン）
2019年8月22日、プリメーラ・ディビシオンに7シーズンぶりに昇格 したマヨルカへの期限付き移籍が決定した。背番号は26番。日本人がマヨルカでプレーするのは大久保嘉人、家長昭博に次いで史上3人目となった。前述のプレシーズンマッチでの限られた出場時間の中で十分に通用するだけの素質を見せつけた事で、当初予定されたカスティージャよりレベルの高い1部の他クラブで経験を積むことになった。
9月2日、リーグ戦第3節のバレンシア戦で途中出場し、リーグ戦デビューを果たした。11月10日、第13節のビジャレアル戦で後半8分にミドルシュートでスペインでの初得点を決めた。このゴールが欧州4大リーグのアジア出身選手最年少得点（18歳5ヶ月6日）となった。シーズン序盤はベンチスタートが多かったものの、2020年に入ってからは主力の1人となっていった。最終的に、チームはセグンダ・ディビシオンへの降格が決定したものの、リーグ戦35試合4ゴール4アシストと下位で苦しむチームの中で結果を残した。このシーズン、欧州サッカー連盟によるラ・リーガの『ブレイクした11人』に選出されるなど、その活躍ぶりは国内外から注目を浴びた。

#### ビジャレアル（ローン）
2020年8月10日、昨シーズンを5位で終えたビジャレアルへの期限付き移籍が発表された。背番号は16番。開幕からリーグ戦6試合ベンチスタートとなり、10月22日、ヨーロッパリーグ、グループステージのスィヴァススポル戦で移籍後初の先発出場を果たし、移籍後初ゴールを決めただけでなく、2つのアシストも決めて勝利に貢献した。その後はヨーロッパリーグではグループステージ全試合に先発出場するも、リーグ戦では先発出場は2試合のみだった。冬の移籍市場開幕前には4試合連続で出場がなく、2021年1月2日のレバンテ戦ではシーズン初のベンチ外となった。最終的に出場した公式戦19試合で90分間フル出場したのはヨーロッパリーグでの2試合（スィヴァススポル戦、マッカビ・テルアビブ戦）のみにとどまり、リーグ戦で先発出場したのは2試合（カディス戦、レアル・ベティス戦）のみにとどまった。

#### ヘタフェ（ローン）
2021年1月8日、ビジャレアルとの契約を破棄し、17位で残留を争っていたヘタフェ へシーズン終了まで期限付き移籍すると発表された。背番号は5番。1月11日、第18節エルチェ戦に64分から途中出場を果たし、新天地デビューを飾った。 ヘタフェでの練習に一度も参加していないかったが、2得点に絡む活躍で敵地での逆転勝利に貢献した。その後は4試合連続でスタメン起用されるも結果を残せず、その後の6試合では途中出場となり、内アトレティコ戦では出場機会が訪れなかった。5月16日、第37節のレバンテ戦では決勝点をきめてチームの残留に貢献した。ヘタフェでは1ゴール1アシストで、スタメン8試合に対し、途中出場10試合、出番なしが4試合であった。

#### マジョルカ（再ローン）
2021年8月11日、1シーズンでプリメーラ・ディビシオンに再昇格したRCDマジョルカに1シーズンローンで再加入が決定した。

### レアル・ソシエダ
2022年7月19日、レアル・ソシエダへの完全移籍が発表された。契約は2027年6月までの5年間だが、レアル・マドリードは買い戻すことが可能な50％の保有権を保持しており、今後の活躍次第ではレアル・マドリード復帰の可能性も残された形となった。また、ダビド・シルバとの出会いもあり、急激に成長をみせ、この移籍がキャリアを好転させた。
8月14日、開幕戦のカディスCF戦では先発出場を果たし、移籍後初ゴールを決めた。9月18日、第6節のRCDエスパニョール戦では、乾貴士以来日本人二人目となるラ・リーガ通算100試合を達成した。2023年1月に行われたアスレティック・ビルバオとのバスクダービーでシーズン3点目とPK奪取を見せてMOMに輝く。21節には、2得点に絡んで、2試合連続のMOMに輝き、乾貴士以来日本人二人目となるラ・リーガ通算二桁得点も達成した。5月3日、レアル・マドリード戦で後半開始早々、古巣相手にゴールを決めた。その後も活躍を続け、最終的にリーグ戦9G4Aとキャリアハイを大きく更新し、チームの10シーズンぶりのUEFAチャンピオンズリーグ出場に貢献。チームの年間最優秀選手や海外紙選定のリーグ年間ベストイレブンに選ばれるなど飛躍のシーズンとなった。
2023年9月3日、ラ・リーガ第4節のグラナダCF戦ではスペインでのキャリア初となる1試合2得点を決め勝利に貢献。また、リーグ戦において乾貴士がもっていた日本人最多ゴール記録を更新した。9月20日、UEFAチャンピオンズリーグのグループD第一節、ホームでのインテル戦でチャンピオンズリーグ初出場を果たした。久保は72分までプレーし、結果は1-1の引き分けだった。9月のリーグ戦では5試合で4得点を決める活躍を見せ、ジュード・ベリンガムなどを抑えて日本人初の月間最優秀選手に選ばれた。
2024年2月12日、契約を2029年まで延長したと発表した。

## 代表経歴
2016年、U-16日本代表としてAFC U-16選手権に参加。大会得点ランキング2位となる4得点をあげて、FIFA U-17ワールドカップの出場権の獲得に貢献した。同年11月、アルゼンチン遠征（11月30日 - 12月10日）を行うU-19日本代表に飛び級で初選出された。15歳5カ月20日での選出は史上最年少で中学生でU-19日本代表選出は史上初となる。そして、U-19アルゼンチン代表との親善試合でU-19代表デビューを果たした。
2017年、ドイツ遠征（3月19日 - 3月29日）を行うU-20日本代表メンバーに選出され、U-20ドイツ代表との親善試合を含む4試合に出場し、2得点を挙げた。同年5月2日、2017 FIFA U-20ワールドカップに挑むU-20日本代表に飛び級で選出された。5月21日、初戦のU-20南アフリカ戦で途中出場から堂安律の逆転ゴールをアシストして勝利に貢献した。9月、FIFA U-17ワールドカップのメンバーに選出。10月8日、U-17ホンジュラスとの初戦では1得点1アシストの活躍で勝利に貢献した。
2018年、AFC U-19選手権のメンバーに選出。10月19日、初戦のU-19北朝鮮戦では直接フリーキックを決めて勝利に貢献した。
2019年5月23日、キリンチャレンジカップの日本代表メンバーに初選出。21世紀生まれの選手がA代表に選出されるのは史上初である。その翌日に発表されたコパ・アメリカに臨む東京五輪世代中心で構成された日本代表にも選出された。6月9日、キリンチャレンジカップのエルサルバドル戦にて後半22分から途中出場し、A代表初出場を果たした。市川大祐に次ぐ史上2番目の若さでのデビューとなった。コパ・アメリカでは、初戦のチリ戦で代表初スタメンを果たし、グループリーグ全3試合に出場した。レアル・マドリード移籍発表後すぐの大会だったため、日本だけでは無く海外からも注目されたが、海外メディアも久保のプレーに高い評価を与えている。チームはグループリーグ敗退となったが、この大会でのラストパス本数はグループリーグ終了時点で大会最多の8本と、高い存在感を示した。
2021年、東京2020オリンピックのU-24日本代表メンバーに選出され、7月22日の予選リーグ初戦の南アフリカ戦で決勝ゴールを挙げてチームを勝利へ導いた。また7月25日の予選リーグ2戦目のメキシコ戦では、前半7分に堂安律からのパスをダイレクトでゴールへ入れ2試合連続ゴールを決めチームを勝利へと導いた。7月28日の予選リーグ3戦目のフランス戦でも前半27分に上田綺世が放ったシュートが相手GKにセーブされるもこぼれ球をゴールに入れ3試合連続ゴールを決めチームを予選リーグ3連勝に導いた。しかし決勝トーナメントではゴールを決めることができず、チームは準決勝のスペイン戦で延長戦の末に敗れ五輪史上初の決勝進出はならなかった。さらに3位決定戦では予選リーグで対戦したメキシコに1-3で敗れ、53年ぶりのメダル獲得には届かなかった。一方で、A代表では2019年のデビューから3年間得点を記録できなかったことから、決定力が課題とされている。
2022年6月10日、キリンチャレンジカップのガーナ戦で先発出場し、後半28分にA代表初ゴールを決めた。
11月1日、2022カタールW杯に臨む日本代表に選出された。グループリーグ1戦目のドイツ戦と3戦目のスペイン戦でスタメン出場。両試合とも前半で交代し、スペイン戦のインタビューでは「個人的にあのデキで代えられると思っていなかったので悔しい気持ちはありましたけれど、チームを信じた」と自身も調子の良さを感じていたが、スペイン戦後に体調不良で練習を欠席。決勝トーナメント1回戦のクロアチア戦でもベンチ外となった。チームはPK戦の末クロアチアに敗れ、同大会は2試合のみの出場となり、初めてのW杯を不完全燃焼で終えた。
2023年6月15日のエルサルバドル戦では、1ゴール2アシストの活躍で勝利に貢献。
9月10日のドイツ戦では後半30分から途中出場すると、浅野拓磨と田中碧のゴールをアシストした。
11月21日のシリア戦にて、ワールドカップ予選初ゴールを記録。
2024年1月1日、AFCアジアカップ2023に臨む日本代表に選出。1月31日の決勝トーナメント1回戦のバーレーン戦にて、アジアカップ初ゴールを記録。

## 人物・エピソード
- シャビ・エルナンデスは久保がバルセロナの下部組織のカンテラに在籍していた時から久保を追い続けており、ずっと昔から好きな選手だと語っている[104]。
- ドイツメディア『transfermarkt』が2023/12/22に現役選手の市場価格を発表し、久保は日本人選手の歴代史上最高額を大きく更新する形で6000万ユーロ（レート換算で約94億220万円）を記録した[105]。
- ルカ・モドリッチがアンバサダーを務めているデータメディア『sofascore』が毎年発表している年間を通したラ・リーガのベストイレブンにおいて、2023年度ベストイレブンのうちの1人にMFのポジションで選出されるという快挙を成し遂げている[106]。
- 横浜F・マリノス入団時の会見で背番号はFC東京での番号と同じく15番になったことについて「理由は特にというものは無いですが、15番が好きというのはあります。空いている番号の中から自分で選ばせてもらった。（1や5ではなくて）15が好き」とコメント[24]。なおFC東京U-18（2017年）での背番号も15番であった[107]。
- 幼少期からバルセロナでの活躍が報じられていたため、マスコミから長年に渡り「久保くん」という愛称で報道され続けていた、プロ入り後の2018年8月26日に「これからは久保くんじゃなくて、久保建英でお願いします」とマスコミに対して呼び方の変更を要望している[108]。
- スペイン語とカタルーニャ語をほぼ完璧に話すことができる[109]。英語も堪能であり、レアル・マドリード時代は新加入であったエデン・アザールに英語で話しかけ談笑する姿がクラブ公式のSNSから動画で配信された[110]。スペイン語ではレアル・ソシエダ契約延長の際、当チームの公式SNSにてアニメ動画と共に、現地の有名な歌をスペイン語で歌い話題となった[111]。

## 所属クラブ
ユース経歴
- 2004年 - 2005年 坂浜サッカークラブ
- 2006年 - 2007年 百合ヶ丘子どもサッカークラブ
- 2008年 - 2009年 FCパーシモン
- 2008年 - 2010年 東京ヴェルディサッカースクール
- 2010年 - 2011年 川崎フロンターレU-10
- 2011年 - 2015年 FCバルセロナユース
- 2015年 FC東京U-15むさし(川崎市立西生田中学校)
- 2016年 - 2017年 FC東京U-18
  - 2016年 - 2017年 FC東京（2種登録選手）

プロ経歴
- 2017年11月 - 2019年6月  FC東京
  - 2018年8月 - 同年12月  横浜F・マリノス（期限付き移籍）
- 2019年7月 - 2022年7月  レアル・マドリード
  - 2019年8月 - 2020年7月  RCDマジョルカ（期限付き移籍）
  - 2020年8月 - 2021年1月  ビジャレアルCF（期限付き移籍）
  - 2021年1月 - 2021年7月  ヘタフェCF（期限付き移籍）
  - 2021年8月 - 2022年7月  RCDマジョルカ（期限付き移籍）
- 2022年7月 -  レアル・ソシエダ

## 個人成績

### クラブ
2025年5月現在
| シーズン   | クラブ           | クラブ           | 背番号     | リーグ       | リーグ | リーグ | リーグ杯 | リーグ杯 | オープン杯 | オープン杯 | 国際カップ | 国際カップ | その他 | その他 | 通算 | 通算 |
| シーズン   | クラブ           | クラブ           | 背番号     | ディビジョン | 出場   | 得点   | 出場     | 得点     | 出場       | 得点       | 出場       | 得点       | 出場   | 得点   | 出場 | 得点 |
| ---------- | ---------------- | ---------------- | ---------- | ------------ | ------ | ------ | -------- | -------- | ---------- | ---------- | ---------- | ---------- | ------ | ------ | ---- | ---- |
| 2016       | FC東京U23        | FC東京U23        | 50         | J3           | 3      | 0      | -        | -        | -          | -          | -          | -          | -      | -      | 3    | 0    |
| 2017       | FC東京           | FC東京           | 50         | J1           | 2      | 0      | 2        | 0        | -          | -          | -          | -          | -      | -      | 4    | 0    |
| 2017       |                  | FC東京U23        | 41         | J3           | 21     | 2      | -        | -        | -          | -          | -          | -          | -      | -      | 21   | 2    |
| 2018       | FC東京           | FC東京           | 15         | J1           | 4      | 0      | 6        | 1        | -          | -          | -          | -          | -      | -      | 10   | 1    |
| 2018       |                  | FC東京U23        | 15         | J3           | 9      | 3      | -        | -        | -          | -          | -          | -          | -      | -      | 9    | 3    |
| 2018       | 横浜FM           | J1               | 15         | 5            | 1      | -      | -        | 1        | 0          | -          | -          | -          | -      | 6      | 1    |      |
| 2019       | FC東京           | FC東京           | 15         | 13           | 4      | 3      | 1        | -        | -          | -          | -          | -          | -      | 16     | 5    |      |
| 日本       | 通算             | 通算             | 通算       | J1           | 24     | 5      | 11       | 2        | 1          | 0          | -          | -          | -      | -      | 36   | 7    |
| 日本       | 通算             | 通算             | 通算       | J3           | 33     | 5      | -        | -        | -          | -          | -          | -          | -      | -      | 33   | 5    |
| シーズン   | クラブ           | クラブ           | 背番号     | リーグ       | リーグ | リーグ | リーグ杯 | リーグ杯 | オープン杯 | オープン杯 | 国際カップ | 国際カップ | その他 | その他 | 通算 | 通算 |
| シーズン   | クラブ           | クラブ           | 背番号     | ディビジョン | 出場   | 得点   | 出場     | 得点     | 出場       | 得点       | 出場       | 得点       | 出場   | 得点   | 出場 | 得点 |
| 2019-20    |                  |                  |            |              |        |        |          |          |            |            |            |            |        |        |      |      |
| マジョルカ | マジョルカ       | 26               | プリメーラ | 35           | 4      | 1      | 0        | -        | -          | -          | -          | -          | -      | 36     | 4    |      |
| 2020-21    | ビジャレアル     | ビジャレアル     | プリメーラ | 16           | 13     | 0      | 1        | 0        | -          | -          | 5          | 1          | -      | -      | 19   | 1    |
| 2020-21    | ヘタフェ         | ヘタフェ         | プリメーラ | 5            | 18     | 1      | -        | -        | -          | -          | -          | -          | -      | -      | 18   | 1    |
| 2021-22    | マジョルカ       | マジョルカ       | プリメーラ | 17           | 28     | 1      | 3        | 1        | -          | -          | -          | -          | -      | -      | 31   | 2    |
| 2022-23    | レアル・ソシエダ | レアル・ソシエダ | プリメーラ | 14           | 35     | 9      | 2        | 0        | -          | -          | 7          | 0          | -      | -      | 44   | 9    |
| 2023-24    | レアル・ソシエダ | レアル・ソシエダ | プリメーラ | 14           | 30     | 7      | 3        | 0        | -          | -          | 8          | 0          | -      | -      | 41   | 7    |
| 2024-25    | レアル・ソシエダ | レアル・ソシエダ | プリメーラ | 14           | 36     | 5      | 5        | 0        | -          | -          | 11         | 2          | -      | -      | 52   | 7    |
| スペイン   | 通算             | 通算             | 通算       | プリメーラ   | 195    | 27     | 15       | 1        | -          | -          | 31         | 3          | -      | -      | 241  | 30   |
| 総通算     | 総通算           | 総通算           | 総通算     | 総通算       | 252    | 37     | 26       | 3        | 1          | 0          | 31         | 3          | -      | -      | 310  | 43   |

1. ↑  2016シーズンは2種登録。
2. 1 2 3 4  コパ・デル・レイ
3. ↑  2021年1月8日まで在籍。
4. 1 2  UEFAヨーロッパリーグ
5. ↑  2021年1月8日から在籍。

- J1初出場：2017年11月26日 第33節 サンフレッチェ広島戦（エディオンスタジアム広島）
- J1初得点：2018年8月24日 第24節 ヴィッセル神戸戦（ノエビアスタジアム神戸）
- J3初出場：2016年11月5日 第28節 AC長野パルセイロ戦（駒沢オリンピック公園総合運動場陸上競技場）
- J3初得点：2017年4月15日 第5節 セレッソ大阪U-23戦（ヤンマースタジアム長居）
- プリメーラ・ディビシオン初得点：2019年11月10日 第13節 ビジャレアル戦（エスタディ・デ・ソン・モイシュ）

## タイトル

### チーム
FC東京U-18
- 日本クラブユースサッカー選手権 (U-18)大会（2016年、2017年）
- Jユースカップ（2016年）
- 日本クラブユースサッカー選手権(U-18)関東大会（2017年）

### 個人
- 第30回日本クラブユースサッカー選手権 (U-15)大会・優秀選手（2015年）
- 日本クラブユースサッカー選手権 (U-18)大会・得点王（2016年）
- IFFHS世界最優秀プレーメーカー・ノミネート[114][115]（2021年）
- JPFAアワード（JPFA）・最優秀選手賞：1回（2024年）
- JPFAアワード（JPFA）・ベストイレブン：3回（2022年-2024年）
- ラ・リーガ年間ベストイレブン（TheAthletic紙選）（2022-23年）[116]
- レアル・ソシエダ年間最優秀選手（2022-23年）[117]
- レアル・ソシエダ年間最優秀ゴール（2022-2023年）
- ラ・リーガ月間最優秀選手賞 : 1回（2023年9月）[83]

## 日本代表

### 出場大会
- U-15日本代表
  - バル・ド・マルヌU-16国際親善トーナメント（2015年）
- U-16日本代表
  - スポーツ・フォー・トゥモロー（SFT）プログラム 中央アジア・日本 U-16サッカー交流大会（2016年）
  - International Youth (U-17) Four Countries Football Tournament（2016年）
  - U-16 インターナショナルドリームカップ2016 JAPAN Presented（2016年）
  - AFC U-16選手権2016（2016年）
- U-17日本代表
  - サニックス杯国際ユースサッカー大会（2016年）
  - 第24回バツラフ・イェジェク国際ユーストーナメント（2017年）
  - 2017 FIFA U-17ワールドカップ（2017年）
- U-19日本代表
  - アルゼンチン遠征（2016年）
  - ロシア遠征（2018年）
  - メキシコ遠征（2018年）
  - AFC U-19選手権（2018年）
  - ブラジル遠征（2018年）
- U-20日本代表
  - ドイツ遠征（2017年）
  - 2017 FIFA U-20ワールドカップ（2017年）
- U-21日本代表
  - ドバイカップU-23（2018年）
- U-22日本代表
  - AFC U-23選手権2020 (予選)（2019年）
  - キリンチャレンジカップ（2019年）
- U-24日本代表
  - SAISON CARD CUP 2021（2021年）
  - 東京オリンピック（2021年）
- 日本代表
  - キリンチャレンジカップ（2019年）
  - コパ・アメリカ2019（2019年）
  - 2022 FIFAワールドカップ（2022年）
  - AFCアジアカップ2023（2024年）

### 試合数
- 国際Aマッチ 44試合 7得点（2019年 - ）

| 日本代表 | 国際Aマッチ | 国際Aマッチ |
| 年       | 出場        | 得点        |
| -------- | ----------- | ----------- |
| 2019     | 7           | 0           |
| 2020     | 4           | 0           |
| 2021     | 2           | 0           |
| 2022     | 9           | 1           |
| 2023     | 7           | 2           |
| 2024     | 11          | 2           |
| 2025     | 4           | 2           |
| 通算     | 44          | 7           |

### 出場
| No. | 開催日         | 開催都市         | スタジアム                                             | 対戦国           | 結果 | 監督   | 大会                                                             |
| --- | -------------- | ---------------- | ------------------------------------------------------ | ---------------- | ---- | ------ | ---------------------------------------------------------------- |
| 1.  | 2019年6月9日   | 利府             | キューアンドエースタジアムみやぎ                       | エルサルバドル   | ○2-0 | 森保一 | キリンチャレンジカップ2019                                       |
| 2.  | 2019年6月18日  | サンパウロ       | エスタジオ・ド・モルンビー                             | チリ             | ●0-4 | 森保一 | コパ・アメリカ2019                                               |
| 3.  | 2019年6月21日  | ポルト・アレグレ | アレーナ・ド・グレミオ                                 | ウルグアイ       | △2-2 | 森保一 | コパ・アメリカ2019                                               |
| 4.  | 2019年6月25日  | ベロオリゾンテ   | エスタジオ・ゴベルナドール・マガリャンイス・ピント     | エクアドル       | △1-1 | 森保一 | コパ・アメリカ2019                                               |
| 5.  | 2019年9月5日   | 鹿嶋             | 茨城県立カシマサッカースタジアム                       | パラグアイ       | ○2-0 | 森保一 | キリンチャレンジカップ2019                                       |
| 6.  | 2019年9月10日  | ヤンゴン         | トゥウンナ・スタジアム                                 | ミャンマー       | ○2-0 | 森保一 | 2022 FIFAワールドカップ・アジア2次予選兼 AFCアジアカップ2023予選 |
| 7.  | 2019年10月15日 | ドゥシャンベ     | パミール・スタジアム                                   | タジキスタン     | ○3-0 | 森保一 | 2022 FIFAワールドカップ・アジア2次予選兼 AFCアジアカップ2023予選 |
| 8.  | 2020年10月7日  | ユトレヒト       | スタディオン・ハルヘンワールト                         | カメルーン       | △0-0 | 森保一 | 国際親善試合                                                     |
| 9.  | 2020年10月13日 | ユトレヒト       | スタディオン・ハルヘンワールト                         | コートジボワール | ○1-0 | 森保一 | 国際親善試合                                                     |
| 10. | 2020年11月13日 | グラーツ         | メルクール・アレーナ                                   | パナマ           | ○1-0 | 森保一 | 国際親善試合                                                     |
| 11. | 2020年11月17日 | グラーツ         | メルクール・アレーナ                                   | メキシコ         | ●0-2 | 森保一 | 国際親善試合                                                     |
| 12. | 2021年9月2日   | 吹田             | パナソニックスタジアム吹田                             | オマーン         | ●0-1 | 森保一 | 2022 FIFAワールドカップ・アジア3次予選                           |
| 13. | 2021年9月7日   | ドーハ           | ハリーファ国際スタジアム                               | 中国             | ○1-0 | 森保一 | 2022 FIFAワールドカップ・アジア3次予選                           |
| 14. | 2022年1月27日  | さいたま         | 埼玉スタジアム2002                                     | 中国             | ○2-0 | 森保一 | 2022 FIFAワールドカップ・アジア3次予選                           |
| 15. | 2022年3月29日  | さいたま         | 埼玉スタジアム2002                                     | ベトナム         | △1-1 | 森保一 | 2022 FIFAワールドカップ・アジア3次予選                           |
| 16. | 2022年6月2日   | 札幌             | 札幌ドーム                                             | パラグアイ       | ○4-1 | 森保一 | キリンチャレンジカップ2022                                       |
| 17. | 2022年6月10日  | 神戸             | ノエビアスタジアム神戸                                 | ガーナ           | ○4-1 | 森保一 | キリンカップサッカー2022                                         |
| 18. | 2022年6月14日  | 吹田             | パナソニックスタジアム吹田                             | チュニジア       | ●0-3 | 森保一 | キリンカップサッカー2022                                         |
| 19. | 2022年9月23日  | デュッセルドルフ | デュッセルドルフ・アレーナ                             | アメリカ合衆国   | ○2-0 | 森保一 | キリンチャレンジカップ2022                                       |
| 20. | 2022年11月17日 | ドバイ           | アール・マクトゥーム・スタジアム                       | カナダ           | ●1-2 | 森保一 | 国際親善試合                                                     |
| 21. | 2022年11月23日 | ドーハ           | ハリーファ国際スタジアム                               | ドイツ           | ○2-1 | 森保一 | 2022 FIFAワールドカップ                                          |
| 22. | 2022年12月1日  | ドーハ           | ハリーファ国際スタジアム                               | スペイン         | ○2-1 | 森保一 | 2022 FIFAワールドカップ                                          |
| 23. | 2023年3月29日  | 大阪             | ヨドコウ桜スタジアム                                   | コロンビア       | ●1-2 | 森保一 | キリンチャレンジカップ2023                                       |
| 24. | 2023年6月15日  | 豊田             | 豊田スタジアム                                         | エルサルバドル   | ○6-0 | 森保一 | キリンチャレンジカップ2023                                       |
| 25. | 2023年6月20日  | 吹田             | パナソニックスタジアム吹田                             | ペルー           | ○4-1 | 森保一 | キリンチャレンジカップ2023                                       |
| 26. | 2023年9月9日   | デュッセルドルフ | フォルクスワーゲン・アレーナ                           | ドイツ           | ○4-1 | 森保一 | 国際親善試合                                                     |
| 27. | 2023年9月12日  | ヘンク           | セゲカ・アレーナ                                       | トルコ           | ○4-2 | 森保一 | キリンチャレンジカップ2023                                       |
| 28. | 2023年10月17日 | 神戸             | ノエビアスタジアム神戸                                 | チュニジア       | ○2-0 | 森保一 | キリンチャレンジカップ2023                                       |
| 29. | 2023年11月21日 | ジッダ           | プリンス・アブドゥッラー・アル・ファイサル・スタジアム | シリア           | ○5-0 | 森保一 | 2026 FIFAワールドカップ・アジア2次予選兼 AFCアジアカップ2027予選 |
| 30. | 2024年1月14日  | ドーハ           | アル・トゥマーマ・スタジアム                           | ベトナム         | ○4-2 | 森保一 | AFCアジアカップ2023                                              |
| 31. | 2024年1月19日  | ライヤーン       | エデュケーション・シティ・スタジアム                   | イラク           | ●1-2 | 森保一 | AFCアジアカップ2023                                              |
| 32. | 2024年1月24日  | ドーハ           | アル・トゥマーマ・スタジアム                           | インドネシア     | ○3-1 | 森保一 | AFCアジアカップ2023                                              |
| 33. | 2024年1月31日  | ドーハ           | アル・トゥマーマ・スタジアム                           | バーレーン       | ○3-1 | 森保一 | AFCアジアカップ2023                                              |
| 34. | 2024年2月3日   | ライヤーン       | エデュケーション・シティ・スタジアム                   | イラン           | ●1-2 | 森保一 | AFCアジアカップ2023                                              |
| 35. | 2024年6月11日  | 広島             | エディオンピースウイング広島                           | シリア           | ○5-0 | 森保一 | 2026 FIFAワールドカップ・アジア2次予選兼 AFCアジアカップ2027予選 |
| 36. | 2024年9月5日   | さいたま         | 埼玉スタジアム2002                                     | 中国             | ◯7-0 | 森保一 | 2026 FIFAワールドカップ・アジア3次予選                           |
| 37. | 2024年9月10日  | リファー         | バーレーン・ナショナル・スタジアム                     | バーレーン       | ◯5-0 | 森保一 | 2026 FIFAワールドカップ・アジア3次予選                           |
| 38. | 2024年10月10日 | ジッダ           | キング・アブドゥッラー・スポーツシティ スタジアム      | サウジアラビア   | ◯2-0 | 森保一 | 2026 FIFAワールドカップ・アジア3次予選                           |
| 39. | 2024年10月15日 | さいたま         | 埼玉スタジアム2002                                     | オーストラリア   | △1-1 | 森保一 | 2026 FIFAワールドカップ・アジア3次予選                           |
| 40. | 2024年11月19日 | 厦門             | 廈門白鷺スタジアム                                     | 中国             | ◯3-1 | 森保一 | 2026 FIFAワールドカップ・アジア3次予選                           |
| 41. | 2025年3月20日  | さいたま         | 埼玉スタジアム2002                                     | バーレーン       | ◯2-0 | 森保一 | 2026 FIFAワールドカップ・アジア3次予選                           |
| 42. | 2025年3月25日  | さいたま         | 埼玉スタジアム2002                                     | サウジアラビア   | △0-0 | 森保一 | 2026 FIFAワールドカップ・アジア3次予選                           |
| 43. | 2025年6月5日   | パース           | パース・スタジアム                                     | オーストラリア   | ●0-1 | 森保一 | 2026 FIFAワールドカップ・アジア3次予選                           |
| 44. | 2025年6月10日  | 吹田             | 市立吹田サッカースタジアム                             | インドネシア     | ◯6-0 | 森保一 | 2026 FIFAワールドカップ・アジア3次予選                           |

### ゴール
| No. | 開催日         | 開催都市 | スタジアム                                             | 対戦国         | 結果 | 大会                                                             |
| --- | -------------- | -------- | ------------------------------------------------------ | -------------- | ---- | ---------------------------------------------------------------- |
| 1.  | 2022年6月10日  | 神戸     | ノエビアスタジアム神戸                                 | ガーナ         | ○4-1 | キリンカップサッカー2022                                         |
| 2.  | 2023年6月15日  | 豊田     | 豊田スタジアム                                         | エルサルバドル | ○6-0 | キリンチャレンジカップ2023                                       |
| 3.  | 2023年11月21日 | ジッダ   | プリンス・アブドゥッラー・アル・ファイサル・スタジアム | シリア         | ○5-0 | 2026 FIFAワールドカップ・アジア2次予選兼 AFCアジアカップ2027予選 |
| 4.  | 2024年1月31日  | ドーハ   | アル・トゥマーマ・スタジアム                           | バーレーン     | ○3-1 | AFCアジアカップ2023                                              |
| 5.  | 2024年9月5日   | さいたま | 埼玉スタジアム2002                                     | 中国           | ◯7-0 | 2026 FIFAワールドカップ・アジア3次予選                           |
| 6.  | 2025年3月20日  | さいたま | 埼玉スタジアム2002                                     | バーレーン     | ◯2-0 | 2026 FIFAワールドカップ・アジア3次予選                           |
| 7   | 2025年6月10日  | 吹田     | 市立吹田サッカースタジアム                             | インドネシア   | ◯6-0 | 2026 FIFAワールドカップ・アジア3次予選                           |

## 出演

### テレビ番組
- Going!Sports&News（2022年12月11日、日本テレビ）[118]

### ラジオ番組
- 久保建英のオールナイトニッポンGOLD supported by nishikawa（2025年7月18日、ニッポン放送）[119]

### CM
- キリンレモン（2018年）
- 日本航空（2020年）
- 森永製菓「Inゼリー」(2024年-)